# Ирена Тодорова
Ирена Валентинова Тодорова е български политолог и университетски преподавател.

## Биография
Родена е в София през 1982 г. Има бакалавърска степен по политически науки и магистърска степен по дипломация и международни отношения в Нов български университет. През 2011 г. защитава пред департамент „Политически науки“ на НБУ докторска дисертация на тема „Политическо поведение и ориентации на младите в съвременното българско общество: механизми на гражданската ангажираност“. От 2012 г. е главен асистент в същия департамент.
От 2014 г. е колумнист в електронното издание Петте кьошета. През 2015 г. става заместник главен редактор на теоретичното списание за политика и култура Conservative Quarterly, а от 2017 г. негов главен редактор. През 2016 г. печели стипендия на Държавния департамент на САЩ за специализация по американска политическа мисъл (Study of the U.S. Institutes on U.S. Political Thought). Един от мащабните проекти, в които участва е „Качеството на демокрацията в България“. Автор на много статии и студии по темите за политическото участие и политическата култура. През 2017 г., в съавторство с Петър Николов-Зиков, публикува монографията „Политическият консерватизъм“.
През 2014 г. става учредител на Института за дясна политика (ИДП), неправителствена организация, обединила десни интелектуалци и активни политици. През 2017 г. след като дотогавашният председател Нено Димов става министър на екологията, тя застава начело на ИДП. От 2014 до 2016 г. е съветник в политическия кабинет на министъра на образованието и науката Тодор Танев, а от 2016 до 2017 г. – на министъра на външните работи Даниел Митов.
През май 2018 г. е избрана за изпълнителен директор на Регионалния център за опазване на нематериалното културно наследство в Югоизточна Европа под егидата на ЮНЕСКО.

### Монография
- Николов-Зиков, П., Тодорова, Ир. Политическият консерватизъм. От Бърк и Местр до Орбан и Тръмп.   София, Ciela, 2017. ISBN 978-954-28-2240-0.

### Научни статии
- Интернет мобилизации: поколения и участие. – В: Дигиталният гражданин (съст. А. Кръстева).   София, НБУ, 2013.
- Политически култури, ценностни ориентации. – В: Качество на демокрацията в България (съст. Ант. Тодоров, Д. Канев).   София, Изток-Запад, 2014.
- Интернет: трън в очите или сладка хапка? – В: Годишен сборник на департамент „Масови комуникации“.   София, НБУ, 2015.
- Как гласуват младите? – В: Kнига на ALDE по проект на Европейския парламент.   София, ALDE, 2015.
- Митове и реалности на университетското образование в България. – В: сп. Conservative Quarterly, Г. I, Кн. 1.   София, Conservative Quarterly, 2015.
- Като безполезна Касандра – френският реакционен консерватизъм на XIX век. – В: сп. Conservative Quarterly, Г. II, Кн. 1-2.   София, Conservative Quarterly, 2016.
- Прогресивната ера в американския политически консерватизъм. От възхода на Рузвелт до краха на Тафт. – В: сп. Conservative Quarterly, Г. II, Кн. 3-4.   София, Conservative Quarterly, 2016.